# Joint Base Andrews
Joint Base Andrews (tidligere Andrews Air Force Base) er en flyvestation for United States Air Force nær Washington DC, og base for 89th Airlift Wing, og den amerikanske præsidents fly Air Force One. Oprindelig hed basen Camp Springs Army Air Base, men navnet blev ændret i 1945 til minde om generalløjtnant Frank Maxwell Andrews, som var en af hovedpersonerne i opbygningen af USAAF. 
Basen ligger i Prince George's County i Maryland, lidt øst for Washington DC.